# En pocas palabras
En pocas palabras es una serie documental estadounidense estrenada en Netflix el 23 de mayo de 2018. Es producida por Vox Media. La serie se basa en la serie de videos producidos por Vox para la plataforma YouTube, que siguen un formato similar.
Los capítulos del programa tienen una duración promedio de 16 a 26 minutos, son estrenados cada semana después de la fecha de estreno. Cada uno se enfoca en un tema de interés diferente y tiene un narrador diferente. Netflix ordenó 20 episodios para la primera temporada del programa, y dio luz verde a una segunda temporada cuyo estreno fue el 26 de septiembre de 2019 y consta de 10 episodios.
El programa también ha generado tres series limitadas derivadas. El 12 de septiembre de 2019, La mente, en pocas palabras fue estrenada en Netflix. La serie de 5 episodios se centró específicamente en temas relacionados con el cerebro humano. El 4 de enero de 2020, se lanzó otro spin-off titulado El sexo, en pocas palabras, con episodios centrados en el tema del sexo. El 26 de abril de 2020, Coronavirus, en pocas palabras fue estrenado. La serie de 3 capítulos se centra en la pandemia del COVID-19.
El 28 de septiembre de 2020 se estrenó "La importancia del voto, en pocas palabras", la cual consta de 3 episodios donde el tema central son las elecciones de los Estados Unidos de América. Finalmente, el 11 de mayo de 2021, se estrenó "El dinero, en pocas palabras", que consta de 5 episodios donde hablan del dinero. La misma cuenta con la participación del actor Leonardo DiCaprio, la actriz y cantante Selena Gomez y el cantante Jonh Legend como relatores del mismo.

## Temporadas
| Temporada | Temporada | Episodios | Episodios | Emisión original         | Emisión original         |
| Temporada | Temporada | Episodios | Episodios | Primera emisión          | Última emisión           |
| --------- | --------- | --------- | --------- | ------------------------ | ------------------------ |
|           | 1         | 20        | 20        | 23 de mayo de 2018       | 19 de septiembre de 2018 |
|           | 2         | 10        | 10        | 26 de septiembre de 2019 | 28 de noviembre de 2019  |

## Recepción
La primera temporada de En pocas palabras recibió críticas generalmente positivas de los críticos. Kahron Spearman de The Daily Dot elogió el uso del programa de "expertos, gráficos fáciles de entender y narración lineal". En su revisión para IndieWire, Steve Greene escribió que el programa "logra evitar ser condescendiente con ese público impredecible, presentando líneas de tiempo históricas y conceptos abstractos de una manera que los espectadores pueden elegir digerir como quieran"